# Peraclistus westbladi
Peraclistus westbladi är en plattmaskart som beskrevs av Ball och Hay 1977. Peraclistus westbladi ingår i släktet Peraclistus och familjen Monocelididae. Inga underarter finns listade i Catalogue of Life.